# Fərəcullalı
Fərəcullalı è un comune dell'Azerbaigian situato nel distretto di Cəlilabad. Conta una popolazione di 155 abitanti.